# شهرستان پاینلاس (فلوریدا)
شهرستان پاینلاس، فلوریدا (به انگلیسی: Pinellas County, Florida) یک سکونتگاه مسکونی در ایالات متحده آمریکا است که در فلوریدا واقع شده‌است.

## خصوصیات
شهرستان پاینلاس ۱٬۵۷۴٫۷۲ کیلومترمربع مساحت دارد.

## نگارخانه

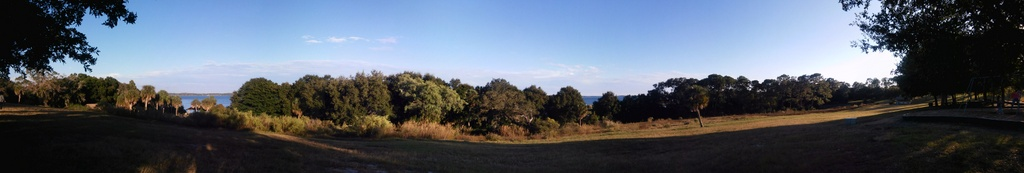
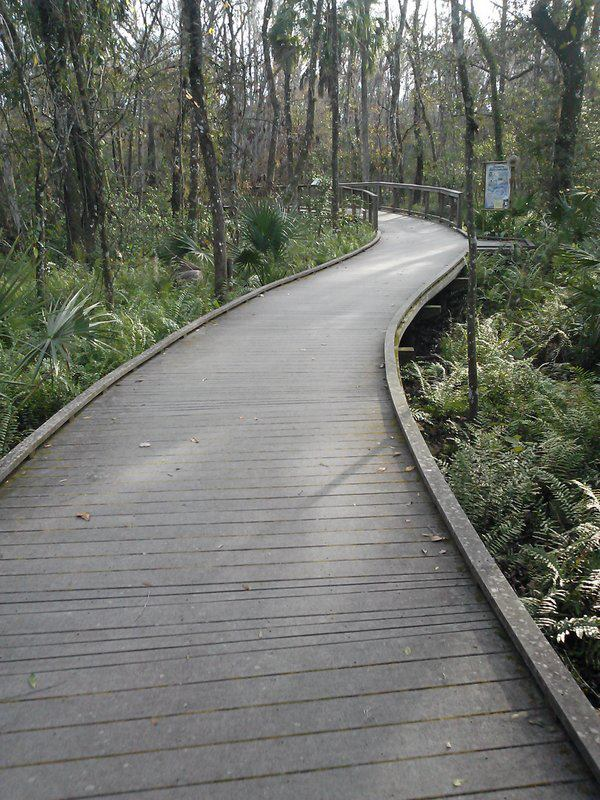
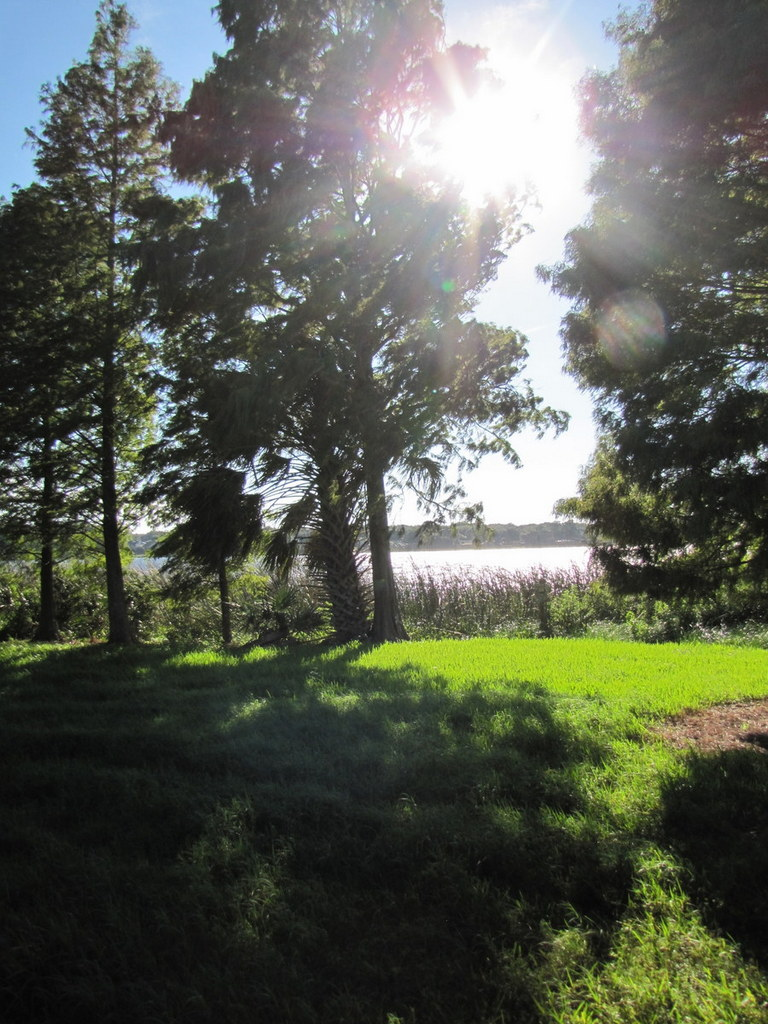
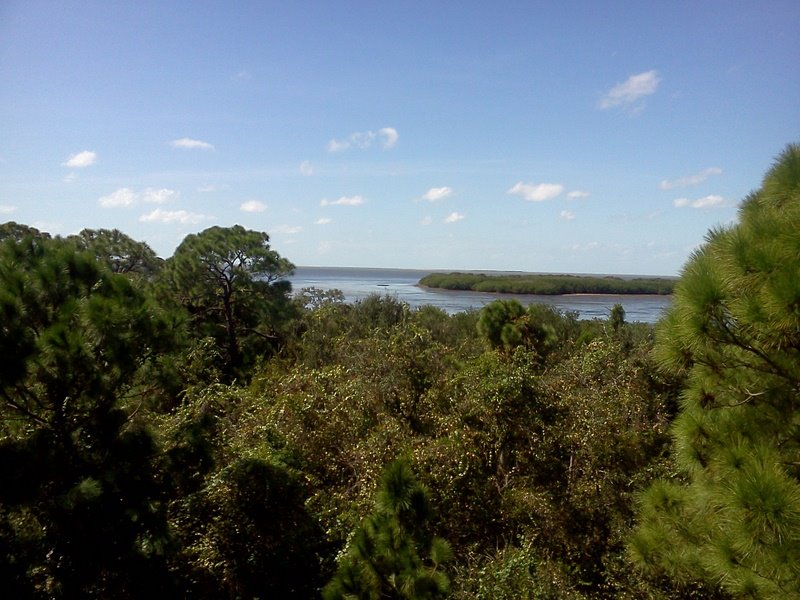